# 小行星2218
小行星2218（2218 Wotho）是一颗围绕太阳公转的小行星。1975年1月10日，保羅·維爾特在齐美尔瓦尔德发现了此天体。
該小行星以馬紹爾群島的島嶼沃托環礁命名。
这颗小行星的绝对星等为322.4470491300056等。